# 타이투스 (영화)
타이투스(Titus)는 미국에서 제작된 줄리 테이머 감독의 1999년 드라마, 전쟁 영화이다. 안소니 홉킨스 등이 주연으로 출연하였고 콘치타 에롤디 등이 제작에 참여하였다.

## 출연

### 주연
- 안소니 홉킨스
- 제시카 랭

### 조연
- 알란 커밍
- 콜므 포어
- 제임스 프레인
- 로라 프레이저
- 해리 레닉스
- 앵거스 맥페이든
- 매튜 리즈
- 조나단 리스 마이어스
- 제랄딘 매큐언

## 제작진
- 원작자: 윌리엄 셰익스피어
- 공동제작: 애덤 레입지그
- 공동제작: 요시자키 미치요
- 미술: 단테 페레티
- 의상: 밀레나 카노네로
- Ass-PD: 로버트 버나키
- 배역: 아이린 램
- 배역: 엘렌 루이스